# Ministério das Relações Exteriores da Alemanha
| Ministério das Relações Exteriores                                                    |                       |
| Werderscher Markt 1 10117 Berlin 52° 30′ 53″ N, 13° 23′ 58″ L www.auswaertiges-amt.de |                       |
| Criação                                                                               | 12 de janeiro de 1870 |
| Entrada do prédio do ministério em Berlim                                             |                       |
| Entrada do prédio do ministério em Berlim                                             |                       |
| Atual ministro                                                                        | Johann Wadephul       |
| Orçamento                                                                             | €6.302 bilhões (2021) |

O Ministério das Relações Exteriores da Alemanha (denominação oficial em alemão: Auswärtiges Amt, abreviato AA) é um ministério da Alemanha. Sua sede principal fica em Berlim, e a sede secundária, em Bonn, antiga capital da República Federal da Alemanha. 

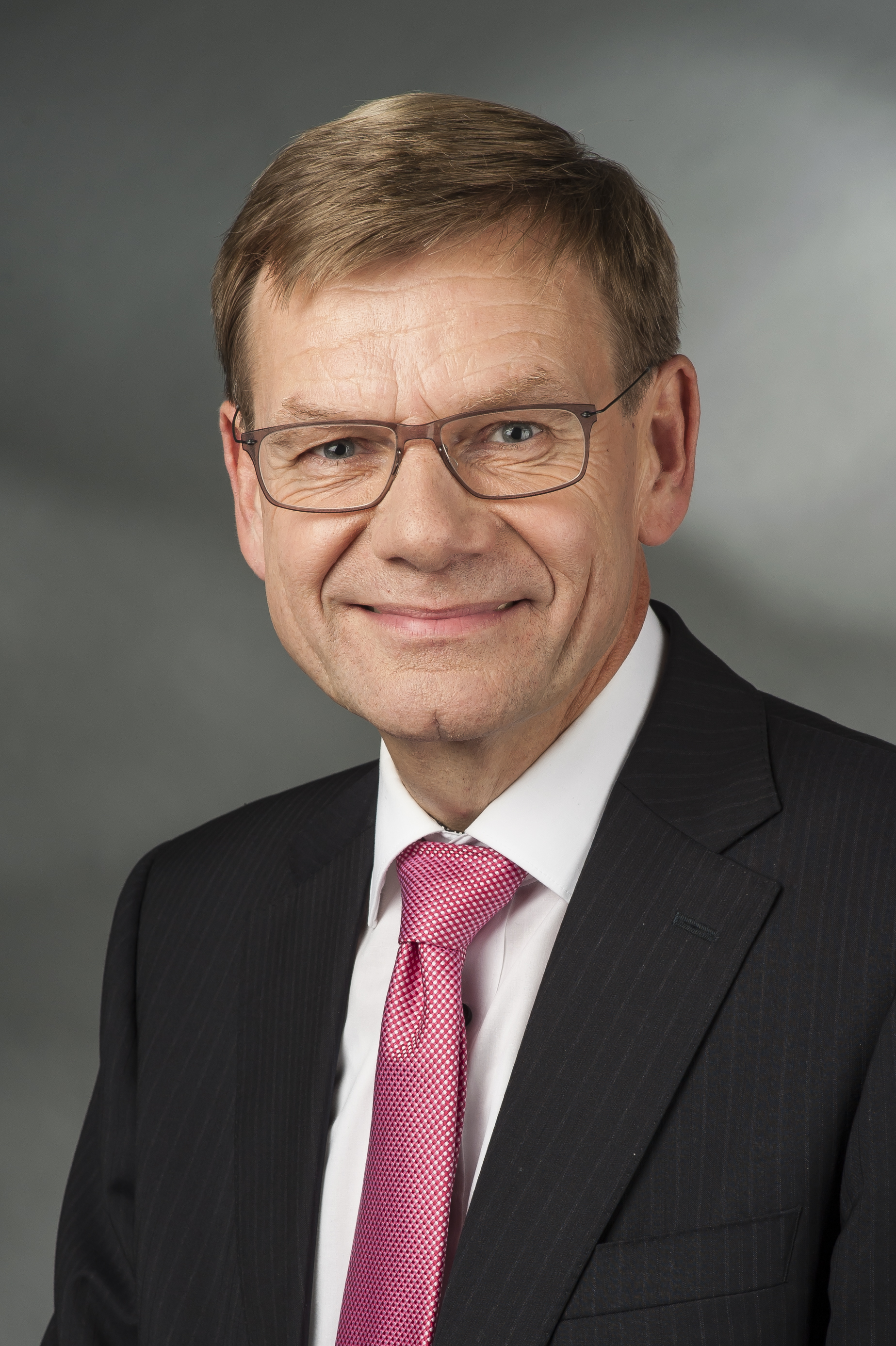
Johann Wadephul, Ministro das Relações Exteriores (2025)

O Auswärtiges Amt foi criado em 1870 para formular a política externa da Confederação da Alemanha do Norte e, a partir de 1871, do Império Alemão. Originalmente, era dirigido por um secretário de Estado (por isso era chamado de Amt, 'escritório', e não ministerium , 'ministério'), enquanto o Chanceler permaneceu encarregado dos assuntos externos do Reino da Prússia. 
Em 1919, o Auswärtiges Amt foi reorganizado e colocado sob a autoridade de um ministro das Relações Exteriores, embora continuasse a ser chamado de Amt ('escritório'), por tradição. 
Após a derrota da Alemanha na Segunda Guerra Mundial, em maio de 1945, o país foi ocupado, e o Estado alemão foi abolido pelos Aliados. A Alemanha foi dividida em quatro zonas,que eram controladas, respectivamente, pelos Estados Unidos, Reino Unido, França e União Soviética. 
Em agosto de 1949, um governo alemão foi restabelecido nas zonas ocidentais, instituindo-se a República Federal da Alemanha, que em seus primeiros anos tinha poderes muito limitados. Em outubro de 1949, a República Democrática Alemã foi fundada no que havia sido a zona de ocupação soviética. Embora Georg Dertinger já tivesse sido nomeado o primeiro ministro de relações exteriores da Alemanha Oriental, em virtude do estatuto de ocupação, o Auswärtiges Amt da Alemanha Ocidental só foi restabelecido em 15 de março de 1951. A partir daquele ano, Konrad Adenauer, que já era o primeiro Chanceler da Alemanha do pós-guerra (1949-1963), tornou-se também o primeiro ministro das Relações Exteriores da Alemanha Ocidental, acumulando os dois cargos até 1955.